# 春日城 (信濃国伊那郡)
春日城（かすがじょう）は、長野県伊那市にあった日本の城。

## 概要
信濃国の滋野氏三家のうち根津氏の支族である春日氏が築城したといわれ、戦国時代には伊那の豪族伊那部大和守重慶の居城だった。
重慶の子重親・重国兄弟は、武田信玄の信濃侵攻に背き、代わって春日昌吉が城主になった。天正10年（1582年）、織田信忠軍の甲州征伐に伴い本城の高遠城ともわずかな守備兵で徹底抗戦を貫く。しかし高遠城落城後に春日城は火を放たれ落城、そのまま再建されることなく廃城となった。
平山式の城館で天竜川右岸の河岸段丘突端部に位置し、本郭、中郭、外郭の3つの郭から構成されている。現在は春日城址公園（春日公園）として整備され、桜の名所となっている。